# لیپوه، آراد
شهر لیپوه (به رومانیایی: Lipova, Arad) در شهرستان آراد در کشور رومانی واقع شده‌است. جمعیت این شهر ۱۱٬۴۹۱ نفر  است.